# لیگ قهرمانان اقیانوسیه
لیگ قهرمانان اقیانوسیه بالاترین رقابت فوتبال باشگاهی مردان در اقیانوسیه است. این سازمان توسط اواف‌سی، هیئت حاکمه فوتبال اقیانوسیه برگزار می‌شود. این مسابقات که با نام مسابقات باشگاهی قهرمانی اقیانوسیه (۲۰۰۶–۱۹۸۷) افتتاح شد، از سال ۲۰۰۷ با فرمت فعلی آن سازماندهی شده است.
چهار عنوان اول قهرمانی مسابقات توسط باشگاه‌های استرالیا به دست آمد. از سال ۲۰۰۶، ۱۵ عنوان مسابقات توسط باشگاه‌هایی از نیوزیلند، یک باشگاه از پاپوآ گینه نو و یک باشگاه از کالدونیای جدید به دست آمده است.
جوایز برندگان مسابقات توسط نقره‌سازان مستقر در لندن، توماس لایت، ساخته می‌شود.

## تاریخچه
| فصل                               | قهرمان‌ها                          |                                   |
| مسابقات باشگاهی قهرمانی اقیانوسیه | مسابقات باشگاهی قهرمانی اقیانوسیه | مسابقات باشگاهی قهرمانی اقیانوسیه |
| --------------------------------- | --------------------------------- | --------------------------------- |
| ۱۹۸۷                              | آدلاید سیتی                       |                                   |
| ۱۹۸۸–۱۹۹۸: برگزار نشد             |                                   |                                   |
| ۱۹۹۹                              | ملبورن جنوبی                      |                                   |
| ۲۰۰۰: برگزار نشد                  |                                   |                                   |
| ۲۰۰۱                              | ولونگونگ وولفس                    |                                   |
| ۲۰۰۲–۲۰۰۴: برگزار نشد             |                                   |                                   |
| ۲۰۰۵                              | سیدنی                             |                                   |
| ۲۰۰۶                              | اوکلند سیتی                       |                                   |
| لیگ قهرمانان اقیانوسیه            |                                   |                                   |
| ۲۰۰۷                              | ویتاکر یونایتد                    |                                   |
| ۰۸–۲۰۰۷                           | ویتاکر یونایتد (۲)                |                                   |
| ۰۹–۲۰۰۸                           | اوکلند سیتی (۲)                   |                                   |
| ۱۰–۲۰۰۹                           | هیکاری یونایتد                    |                                   |
| ۱۱–۲۰۱۰                           | اوکلند سیتی (۳)                   |                                   |
| ۱۲–۲۰۱۱                           | اوکلند سیتی (۴)                   |                                   |
| ۱۳–۲۰۱۲                           | اوکلند سیتی (۵)                   |                                   |
| ۱۴–۲۰۱۳                           | اوکلند سیتی (۶)                   |                                   |
| ۱۵–۲۰۱۴                           | اوکلند سیتی (۷)                   |                                   |
| ۲۰۱۶                              | اوکلند سیتی (۸)                   |                                   |
| ۲۰۱۷                              | اوکلند سیتی (۹)                   |                                   |
| ۲۰۱۸                              | تیم ولینگتون                      |                                   |
| ۲۰۱۹                              | هیانگن اسپورت                     |                                   |
| ۲۰۲۰–۲۰۲۱: برگزار نشد             |                                   |                                   |
| ۲۰۲۲                              | اوکلند سیتی (۱۰)                  |                                   |
| ۲۰۲۳                              | اوکلند سیتی (۱۱)                  |                                   |
| ۲۰۲۴                              | اوکلند سیتی (۱۲)                  |                                   |
| ۲۰۲۵                              | اوکلند سیتی (۱۳)                  |                                   |

### مسابقات باشگاهی قهرمانی اقیانوسیه
مسابقات باشگاهی قهرمانی اقیانوسیه در یک یا دو مکان، در یک کشور میزبان برگزار شد. دو یا سه گروه همراه با مراحل نیمه نهایی و فینال با فرمت رفت و برگشت تک‌بازی برگزار شد. این مسابقات معمولاً حدود ۱۰ روز به طول می‌انجامید و مسابقات هر ۲ روز یکبار برگزار می‌شد.
این مسابقات در ابتدا به صورت تک بازی پلی آف بین قهرمانان نیوزیلند و استرالیا برگزار شد. آن مسابقه در سال ۱۹۸۷ برگزار شد و آدلاید سیتی برنده فصل افتتاحیه شد. سپس ۱۲ سال مکث شد، تا اینکه اواف‌سی در جام بعدی، تمام اقیانوسیه را سازمان داد. در ژانویه ۱۹۹۹، مسابقات قهرمانی باشگاه‌های اقیانوسیه در شهرهای نادی و لائوتوکا فیجی برگزار شد. ۹ تیم شرکت کردند که تیم استرالیایی ملبورن جنوبی برنده جام شد. آنها همچنین جواز حضور در مسابقات قهرمانی باشگاه‌های جهان را در سال بعد دریافت کردند.
مسابقه بعدی دو سال بعد برگزار شد و یک تیم استرالیایی دوباره عنوان قهرمانی را به دست آورد. ولونگونگ وولفس با شکست دادن نماینده تافئا از وانواتو در فینال، آن را به دست آورد. دو دوره دیگر با این نام و قالب برگزار شد که سیدنی و اوکلند سیتی عناوین قهرمانی را کسب کردند. اواف‌سی تصمیم گرفت فرمت و نام مسابقات را تغییر دهد، به طوری که از سال ۲۰۰۷ این مسابقات به عنوان لیگ قهرمانان اقیانوسیه شناخته می‌شود.

### لیگ قهرمانان اقیانوسیه

#### ۰۰۷–۲۰۱۴
اواف‌سی تصمیم گرفت فرمت مسابقات را تغییر دهد تا رقابت اصلی خود را برای باشگاه‌های رقیب جالب‌تر و مهم‌تر کند.
دو فصل اول شاهد رقابت با دو گروه سه تیمی و از دوره سوم به بعد شامل دو گروه چهار تیمی بود. برندگان گروه به فینال راه می‌یافتند که در قالب دو پلی آف بازی می‌شد و برنده عنوان قهرمانی را به دست می آورد. برخلاف فرم قبلی، او لیگ بیش از نیم سال به طول می‌انجامید و از اکتبر شروع می‌شد و در آوریل بعد به پایان می‌رسید. برنده او لیگ جواز حضور در جام باشگاه‌های جهان را کسب می‌کرد و در مرحله پلی آف وارد رقابت می‌شد.
برای فصل ۱۳–۲۰۱۳ او لیگ، با معرفی مرحله مقدماتی فرمت خود را تغییر داد و قهرمانان چهار لیگ ضعیف برای یک مکان پلی آف با نماینده کشوری با بدترین رکورد از مسابقات قبلی رقابت می‌کردند. بعداً برنامه ریزی و قالب مسابقات اصلی نیز تغییر کرد. آن مسابقه بین مارس و مه ۲۰۱۳ با معرفی مرحله نیمه نهایی و فینال در محل بی‌طرف برگزار شد. اولین فینال تک‌بازی او لیگ در اوکلند برگزار شد و اولین فینال او لیگ بین دو تیم از یک کشور بود که اوکلند سیتی با شکست ویتاکر یونایتد، پنجمین قهرمانی خود را بدست آورد.
لیگ قهرمانان اقیانوسیه شاهد تغییر دیگری برای فصل ۱۴–۲۰۱۳ بود، با بازی مرحله گروهی در مکانی از پیش تعیین شده و نیمه نهایی و فینال به صورت خانگی و خارج از خانه انجام شد. فیجی به عنوان میزبان انتخاب شد. مرحله مقدماتی شش ماه قبل از مرحله گروهی برگزار شد و برنده وارد مرحله گروهی شد.
در سال ۲۰۱۴، هر دو فینالیست لیگ قهرمانان اقیانوسیه در جام پرزیدنت اقیانوسیه شرکت کردند، یک تورنمنت دعوتی که توسط اواف‌سی برگزار شد. با این حال جام پرزیدنت فقط یک بار برگزار شد.

#### ۲۰۱۴–تاکنون
در فصل ۱۵–۲۰۱۴، مسابقات توسط فیجی ایرویز حمایت مالی شد و در آن فصل به لیگ قهرمانان اقیانوسیه فیجی ایرویز تغییر نام داد.
تغییر فرمت دیگری در سال ۲۰۱۷ رخ داد که مرحله گروهی به ۱۶ تیم افزایش یافت و کل مسابقات در یک سال برگزار شد (مرحله مقدماتی و سپس مرحله گروهی و بعداً مرحله حذفی). هر یک از چهار گروه توسط یکی از تیم‌های گروه میزبانی می‌شد که شامل کشورها و تیم‌های بیشتری بود. برندگان گروه به مرحله نیمه نهایی راه یافتند. نیمه نهایی و فینال هر دو به صورت خانگی برگزار شد. پس از موفقیت در فصل ۲۰۱۷، اواف‌سی مرحله یک چهارم نهایی را برای نسخه ۲۰۱۸ اضافه کرد، به این معنی که دو تیم برتر از هر گروه به مرحله حذفی راه می‌یافتند.
فینال ۲۰۱۹ که بین هیانگن اسپورت و مجنتا (هر دو از کالدونیای جدید)، اولین بار در تاریخ مسابقات بود که هیچ طرفی از نیوزیلند حضور نداشت.

## فرمت
لیگ قهرمانان اقیانوسیه در قالب فعلی خود دارای ۸ تیم در مرحله گروهی است که در ۳ دور در دو گروه برگزار می‌شود تا ۲ تیم برتر هر گروه به مرحله حذفی راه پیدا کنند.
تعداد تیم‌هایی که هر فدراسیون وارد لیگ قهرمانان اقیانوسیه می‌کند بر اساس معیارهای توسعه فدراسیون‌ها قبل از اواف‌سی است، جایی که انجمن‌های توسعه‌یافته ۲ سهمیه دریافت می‌کنند که عبارتند از فیجی، کالدونیای جدید، نیوزیلند، پاپوآ گینه نو، جزایر سلیمان، تاهیتی و وانواتو، و آن‌هایی که انجمن‌های در حال توسعه در نظر گرفته می‌شوند، یک سهیمه واحد دریافت می‌کنند. این انجمن‌ها عبارتند از ساموآی آمریکا، جزایر کوک، ساموآ و تونگا.
در فرمت فعلی، دو نماینده کشورهای توسعه یافته در یک پلی آف ملی به مصاف هم می‌روند و برنده آن دیدار به مرحله گروهی راه می‌یابد. تیم‌های کشورهای درحال توسعه، به یک گروه ۴ تیمی فرستاده می‌شوند که تیم اول به مرحله گروهی راه می‌یابد.

## فهرست فینال‌ها
| dagger | مسابقه بعد از وقت اضافه تمام شد            |
| *      | مسابقه بعد از ضربات پنالتی تمام شد         |
| &      | برنده بر اساس گل زده در خانه حریف تعیین شد |

| فصل                               | کشور                                             | قهرمان                                           | نتیجه                                            | نایب قهرمان                                      | کشور                                             | ورزشگاه                                          | تماشاگران                                        |
| مسابقات باشگاهی قهرمانی اقیانوسیه | مسابقات باشگاهی قهرمانی اقیانوسیه                | مسابقات باشگاهی قهرمانی اقیانوسیه                | مسابقات باشگاهی قهرمانی اقیانوسیه                | مسابقات باشگاهی قهرمانی اقیانوسیه                | مسابقات باشگاهی قهرمانی اقیانوسیه                | مسابقات باشگاهی قهرمانی اقیانوسیه                | مسابقات باشگاهی قهرمانی اقیانوسیه                |
| --------------------------------- | ------------------------------------------------ | ------------------------------------------------ | ------------------------------------------------ | ------------------------------------------------ | ------------------------------------------------ | ------------------------------------------------ | ------------------------------------------------ |
| ۱۹۸۷                              | استرالیا                                         | آدلاید سیتی                                      | ۱–۱* (۴–۱ پ)                                     | دانشگاه مونت ولینگتون                            | نیوزیلند                                         | ورزشگاه هیندمارش, آدلاید                         | ۳,۵۰۰                                            |
| ۱۹۹۹                              | استرالیا                                         | ملبورن جنوبی                                     | ۵–۱                                              | نادی                                             | فیجی                                             | پرنس چارلز پارک, نادی                            | ۱۰,۰۰۰                                           |
| ۲۰۰۱                              | استرالیا                                         | ولونگونگ وولفس                                   | ۱–۰                                              | تافئا                                            | وانواتو                                          | ورزشگاه لوید رابسون اووال, پورت مورزبی           | ۳,۰۰۰                                            |
| ۲۰۰۵                              | استرالیا                                         | سیدنی                                            | ۲–۰                                              | مجنتا                                            | کالدونیای جدید                                   | ورزشگاه پاتر, پاپه ته                            | ۴,۰۰۰                                            |
| ۲۰۰۶                              | نیوزیلند                                         | اوکلند سیتی                                      | ۳–۱                                              | پیرائه                                           | تاهیتی                                           | ورزشگاه نورث هاربر, اوکلند                       | ۲,۰۰۰                                            |
| لیگ قهرمانان اقیانوسیه            |                                                  |                                                  |                                                  |                                                  |                                                  |                                                  |                                                  |
| ۲۰۰۷                              | نیوزیلند                                         | ویتاکر یونایتد                                   | ۱–۲                                              | ۴آر الکتریکال با                                 | فیجی                                             | گوویند پارک, با                                  | ۱۰,۰۰۰                                           |
| ۲۰۰۷                              | نیوزیلند                                         | ویتاکر یونایتد                                   | ۱–۰&                                             | ۴آر الکتریکال با                                 | فیجی                                             | ورزشگاه مونت اسمارت, اوکلند                      | ۹,۰۰۰                                            |
| ۰۸–۲۰۰۷                           | نیوزیلند                                         | ویتاکر یونایتد                                   | ۱–۳                                              | کوسا                                             | جزایر سلیمان                                     | ورزشگاه لاسون تاما, هونیارا                      | ۲۰,۰۰۰                                           |
| ۰۸–۲۰۰۷                           | نیوزیلند                                         | ویتاکر یونایتد                                   | ۵–۰                                              | کوسا                                             | جزایر سلیمان                                     | ورزشگاه تراستس آرنا, اوکلند                      | ۶,۰۰۰                                            |
| ۰۹–۲۰۰۸                           | نیوزیلند                                         | اوکلند سیتی                                      | ۷–۲                                              | کولواله                                          | جزایر سلیمان                                     | ورزشگاه لاسون تاما, هونیارا                      | ۲۰,۰۰۰                                           |
| ۰۹–۲۰۰۸                           | نیوزیلند                                         | اوکلند سیتی                                      | ۲–۲                                              | کولواله                                          | جزایر سلیمان                                     | کیتیوی استریت, اوکلند                            | ۱,۲۵۰                                            |
| ۱۰–۲۰۰۹                           | پاپوآ گینهٔ نو                                    | هیکاری یونایتد                                   | ۳–۰                                              | ویتاکر یونایتد                                   | نیوزیلند                                         | ورزشگاه پی‌ام‌آرال, پورت مورزبی                    | ۱۵,۰۰۰                                           |
| ۱۰–۲۰۰۹                           | پاپوآ گینهٔ نو                                    | هیکاری یونایتد                                   | ۱–۲                                              | ویتاکر یونایتد                                   | نیوزیلند                                         | فرد تیلور پارک, اوکلند                           | ۳,۰۰۰                                            |
| ۱۱–۲۰۱۰                           | نیوزیلند                                         | اوکلند سیتی                                      | ۲–۱                                              | آمیکال                                           | وانواتو                                          | ورزشگاه پورت ویلا مونیسیپال, پورت ویلا           | ۷,۹۲۵                                            |
| ۱۱–۲۰۱۰                           | نیوزیلند                                         | اوکلند سیتی                                      | ۴–۰                                              | آمیکال                                           | وانواتو                                          | کیتیوی استریت, اوکلند                            | ۳,۰۰۰                                            |
| ۱۲–۲۰۱۱                           | نیوزیلند                                         | اوکلند سیتی                                      | ۲–۱                                              | تیفانا                                           | تاهیتی                                           | کیتیوی استریت, اوکلند                            | ۱,۵۰۰                                            |
| ۱۲–۲۰۱۱                           | نیوزیلند                                         | اوکلند سیتی                                      | ۱–۰                                              | تیفانا                                           | تاهیتی                                           | ورزشگاه لوئیس گانیو, فااا                        | ۱,۹۰۰                                            |
| ۱۳–۲۰۱۲                           | نیوزیلند                                         | اوکلند سیتی                                      | ۲–۱                                              | ویتاکر یونایتد                                   | نیوزیلند                                         | ورزشگاه مونت اسمارت (آرنا ۲), اوکلند             | ۳,۰۰۰                                            |
| ۱۴–۲۰۱۳                           | نیوزیلند                                         | اوکلند سیتی                                      | ۱–۱                                              | آمیکال                                           | وانواتو                                          | ورزشگاه پورت ویلا مونیسیپال, پورت ویلا           | ۱۰,۰۰۰                                           |
| ۱۴–۲۰۱۳                           | نیوزیلند                                         | اوکلند سیتی                                      | ۲–۱                                              | آمیکال                                           | وانواتو                                          | کیتیوی استریت, اوکلند                            | ۳,۰۰۰                                            |
| ۱۵–۲۰۱۴                           | نیوزیلند                                         | اوکلند سیتی                                      | ۱–۱* (۴–۳ پ)                                     | تیم ولینگتون                                     | نیوزیلند                                         | ورزشگاه ای‌ان‌زی, سووا                             | ۳,۰۰۰                                            |
| ۲۰۱۶                              | نیوزیلند                                         | اوکلند سیتی                                      | ۳–۰                                              | تیم ولینگتون                                     | نیوزیلند                                         | ورزشگاه کیوبی‌ای, اوکلند                          | ۱,۵۰۰                                            |
| ۲۰۱۷                              | نیوزیلند                                         | اوکلند سیتی                                      | ۳–۰                                              | تیم ولینگتون                                     | نیوزیلند                                         | پارک ورزشی دیوید فارینگتون, ولینگتون             | ۱,۰۰۰                                            |
| ۲۰۱۷                              | نیوزیلند                                         | اوکلند سیتی                                      | ۲–۰                                              | تیم ولینگتون                                     | نیوزیلند                                         | کیتیوی استریت, اوکلند                            | ۱,۰۰۰                                            |
| ۲۰۱۸                              | نیوزیلند                                         | تیم ولینگتون                                     | ۶–۰                                              | لائوتوکا                                         | فیجی                                             | پارک ورزشی دیوید فارینگتون, ولینگتون             | ۱,۲۰۰                                            |
| ۲۰۱۸                              | نیوزیلند                                         | تیم ولینگتون                                     | ۴–۳                                              | لائوتوکا                                         | فیجی                                             | چرچیل پارک, لائوتوکا                             | ۱,۰۰۰                                            |
| ۲۰۱۹                              | کالدونیای جدید                                   | هیانگن اسپورت                                    | ۱–۰                                              | مجنتا                                            | کالدونیای جدید                                   | ورزشگاه نومئا دالی مجنتا, نومئا                  | ۷,۰۰۰                                            |
| ۲۰۲۰                              | مسابقات به دلیل دنیاگیری کووید-۱۹ نیمه تمام ماند | مسابقات به دلیل دنیاگیری کووید-۱۹ نیمه تمام ماند | مسابقات به دلیل دنیاگیری کووید-۱۹ نیمه تمام ماند | مسابقات به دلیل دنیاگیری کووید-۱۹ نیمه تمام ماند | مسابقات به دلیل دنیاگیری کووید-۱۹ نیمه تمام ماند | مسابقات به دلیل دنیاگیری کووید-۱۹ نیمه تمام ماند | مسابقات به دلیل دنیاگیری کووید-۱۹ نیمه تمام ماند |
| ۲۰۲۱                              | مسابقات به دلیل دنیاگیری کووید-۱۹ برگزار نشد     | مسابقات به دلیل دنیاگیری کووید-۱۹ برگزار نشد     | مسابقات به دلیل دنیاگیری کووید-۱۹ برگزار نشد     | مسابقات به دلیل دنیاگیری کووید-۱۹ برگزار نشد     | مسابقات به دلیل دنیاگیری کووید-۱۹ برگزار نشد     | مسابقات به دلیل دنیاگیری کووید-۱۹ برگزار نشد     | مسابقات به دلیل دنیاگیری کووید-۱۹ برگزار نشد     |
| ۲۰۲۲                              | نیوزیلند                                         | اوکلند سیتی                                      | ۳–۰                                              | ونوس                                             | تاهیتی                                           | ورزشگاه گاههو رزرو, اوکلند                       | ۴۰۰                                              |
| ۲۰۲۳                              | نیوزیلند                                         | اوکلند سیتی                                      | ۴–۲                                              | سووا                                             | فیجی                                             | ورزشگاه فرشواتر, پورت ویلا                       | ۵,۴۲۰                                            |
| ۲۰۲۴                              | نیوزیلند                                         | اوکلند سیتی                                      | ۴–۰                                              | پیرائه                                           | تاهیتی                                           | ورزشگاه پاتر, پاپه ته                            | ۸۱۹                                              |
| ۲۰۲۵                              | نیوزیلند                                         | اوکلند سیتی                                      | ۲–۰                                              | هیکاری یونایتد                                   | پاپوآ گینهٔ نو                                    | ورزشگاه ملی, هونیارا                             | ۶,۰۰۰                                            |

## قهرمانان

### باشگاهی
| باشگاه                | قهرمانی‌ها | نایب‌قهرمانی‌ها | فصل‌های قهرمانی                                                               | فصل‌های نایب‌قهرمانی |
| --------------------- | --------- | ------------- | ---------------------------------------------------------------------------- | ------------------ |
| اوکلند سیتی           | ۱۳        | —             | ۲۰۰۶، ۲۰۰۹، ۲۰۱۱، ۲۰۱۲، ۲۰۱۳، ۲۰۱۴، ۲۰۱۵، ۲۰۱۶، ۲۰۱۷، ۲۰۲۲، ۲۰۲۳، ۲۰۲۴، ۲۰۲۵ | —                  |
| ویتاکر یونایتد        | ۲         | ۲             | ۲۰۰۷، ۲۰۰۸                                                                   | ۲۰۱۰، ۲۰۱۳         |
| تیم ولینگتون          | ۱         | ۳             | ۲۰۱۸                                                                         | ۲۰۱۵، ۲۰۱۶، ۲۰۱۷   |
| هیکاری یونایتد        | ۱         | ۱             | ۲۰۱۰                                                                         | ۲۰۲۵               |
| آدلاید سیتی           | ۱         | —             | ۱۹۸۷                                                                         | —                  |
| ملبورن جنوبی          | ۱         | —             | ۱۹۹۹                                                                         | —                  |
| ولونگونگ وولفس        | ۱         | —             | ۲۰۰۱                                                                         | —                  |
| سیدنی                 | ۱         | —             | ۲۰۰۵                                                                         | —                  |
| هیانگن اسپورت         | ۱         | —             | ۲۰۱۹                                                                         | —                  |
| مجنتا                 | —         | ۲             | —                                                                            | ۲۰۰۵، ۲۰۱۹         |
| آمیکال                | —         | ۲             | —                                                                            | ۲۰۱۱، ۲۰۱۴         |
| پیرائه                | —         | ۲             | —                                                                            | ۲۰۰۶، ۲۰۲۴         |
| دانشگاه مونت ولینگتون | —         | ۱             | —                                                                            | ۱۹۸۷               |
| نادی                  | —         | ۱             | —                                                                            | ۱۹۹۹               |
| تافئا                 | —         | ۱             | —                                                                            | ۲۰۰۱               |
| با                    | —         | ۱             | —                                                                            | ۲۰۰۷               |
| کوسا                  | —         | ۱             | —                                                                            | ۲۰۰۸               |
| کولواله               | —         | ۱             | —                                                                            | ۲۰۰۹               |
| تیفانا                | —         | ۱             | —                                                                            | ۲۰۱۲               |
| لائوتوکا              | —         | ۱             | —                                                                            | ۲۰۱۸               |
| ونوس                  | —         | ۱             | —                                                                            | ۲۰۲۲               |
| سووا                  | —         | ۱             | —                                                                            | ۲۰۲۳               |

### کشوری
| باشگاه         | قهرمانی | نایب قهرمانی |
| -------------- | ------- | ------------ |
| نیوزیلند       | ۱۶      | ۶            |
| استرالیا       | ۴       | —            |
| کالدونیای جدید | ۱       | ۲            |
| پاپوآ گینه نو  | ۱       | ۱            |
| فیجی           | —       | ۴            |
| تاهیتی         | —       | ۴            |
| وانواتو        | —       | ۳            |
| جزایر سلیمان   | —       | ۲            |

نکته:
- استرالیا دیگر عضو اواف‌سی نیست.